# Ayoquezco de Aldama (kommun)
Ayoquezco de Aldama är en kommun i Mexiko.   Den ligger i delstaten Oaxaca, i den sydöstra delen av landet, 400 km sydost om huvudstaden Mexico City. Antalet invånare är 4 385. Arean är 59 kvadratkilometer.
Terrängen i Ayoquezco de Aldama är kuperad åt nordväst, men åt sydost är den platt.
Följande samhällen finns i Ayoquezco de Aldama:
- Ayoquezco de Aldama